# BAFTA 2017
A 70.ª cerimônia dos Prémios da Academia Britânica de Cinema, e por razões de patrocínio EE British Academy Film Awards, mais conhecido como BAFTAs, foi realizada em 12 de fevereiro de 2017, no Royal Albert Hall, em Londres, e celebrou as melhores contribuições, britânicas e internacionais, à industria do cinema no ano de 2016. Apresentados pela British Academy of Film and Television Arts (BAFTA), os prêmios foram entregues aos melhores longa-metragens e documentários, de qualquer nacionalidade, exibidos nos cinemas britânicos em 2016.
Os indicados foram anunciados em 10 de janeiro de 2017 pelo ator Dominic Cooper e pela atriz Sophie Turner. La La Land foi o filme com o maior numero de indicações, onze no total, incluindo Melhor Filme, Melhor Diretor (Damien Chazelle), Melhor Ator (Ryan Gosling), Melhor Atriz (Emma Stone) e Melhor Roteiro Original (Chazelle). Arrival e Animais Noturnos vieram a seguir, com nove indicações cada.
Os principais filmes britânicos foram Eu, Daniel Blake, de Ken Loach, e o spin-off de Harry Potter, Fantastic Beasts and Where to Find Them, com cinco indicações e 1 vitória cada.
Após críticas à falta de representação de minorias étnicas na cerimônia anterior, o BAFTA anunciou medidas para aumentar a diversidade em toda a indústria, em ambos os lados da câmera. No entanto, houve novamente críticas à falta de representação de atores, diretores e filmes negros, asiáticos e de minorias étnicas nas indicações. Nas categorias Ator, Atriz e Diretor, não houve indicados de tais etnias, com a omissão do diretor Barry Jenkins, por Moonlight, e do o ator/diretor Denzel Washington por Fences, destacados como particularmente notáveis.
La La Land ganhou o maior número de prêmios no evento, no total cinco, incluindo Melhor Filme. Damien Chazelle ganhou Melhor Diretor, Emma Stone ganhou Melhor Atriz, Linus Sandgren ganhou Melhor Cinematografia e Justin Hurwitz ganhou Melhor Trilha Original. Ambos Manchester by the Sea e Lion ganharam dois prêmios cada. Casey Affleck ganhou Melhor Ator e Kenneth Lonergan ganhou Melhor Roteiro Original, por Manchester by the Sea, enquanto Dev Patel ganhou Melhor Ator Coadjuvante e Luke Davies ganhou Melhor Roteiro Adaptado, por Lion. Viola Davis ganhou Melhor Atriz Coadjuvante por seu papel em Fences, e Mel Brooks foi agraciado com o prêmio BAFTA Fellowship por sua contribuição para o cinema.

## Cerimônia
A cerimônia foi transmitida pela BBC One às 21 horas UTC, cerca de duas horas após o inicio da cerimônia. Pela 12ª vez, Stephen Fry foi o apresentador. A cerimônia voltou ao Royal Albert Hall pela primeira vez desde 1997, uma vez que o Royal Opera House, que sediava a premiação desde 2008, está sendo remodelado este ano.
O violoncelista Sheku Kanneh-Mason fez uma interpretação solo de "Hallelujah", de Leonard Cohen, para acompanhar o segmento In Memoriam. Aqueles lembrados foram Gene Wilder, Garry Marshall, Sue Gibson, Kenny Baker, Tony Dyson, Peter Shaffer, Paul Lewis, Michael White, Ken Adam, Guy Hamilton, Debbie Reynolds, Carrie Fisher, Abbas Kiarostami, Jim Clark, Simon Relph, Douglas Slocombe Anton Yelchin, Robin Hardy, David Rose, Curtis Hanson, Clare Wise, Om Puri, Alec McCowen, Emmanuelle Riva, Andrzej Wajda, Michael Cimino, Antony Gibbs e Sir John Hurt.

## Vencedores e indicados
Os indicados foram anunciados em 10 de janeiro de 2017. Os vencedores foram anunciados em 12 de fevereiro de 2017.

### BAFTA Fellowship
- Mel Brooks

### Outstanding British Contribution to Cinema
- Curzon

| Melhor Filme La La Land - Arrival - I, Daniel Blake - Manchester by the Sea - Moonlight | Melhor Diretor Damien Chazelle – La La Land - Tom Ford – Nocturnal Animals - Ken Loach – I, Daniel Blake - Kenneth Lonergan – Manchester by the Sea - Denis Villeneuve – Arrival |
| Melhor Ator Casey Affleck – Manchester by the Sea como Lee Chandler - Andrew Garfield – Hacksaw Ridge como Desmond Doss - Ryan Gosling – La La Land como Sebastian Wilder - Jake Gyllenhaal – Nocturnal Animals como Edward Sheffield/Tony Hastings - Viggo Mortensen – Captain Fantastic como Ben Cash | Melhor Atriz Emma Stone – La La Land como Mia Dolan - Amy Adams – Arrival como Drª. Louise Banks - Emily Blunt – The Girl on the Train como Rachel Watson - Natalie Portman – Jackie como Jackie Kennedy - Meryl Streep – Florence Foster Jenkins como Florence Foster Jenkins |
| Melhor Ator Coadjuvante Dev Patel – Lion como Saroo Brierley - Mahershala Ali – Moonlight como Juan - Jeff Bridges – Hell or High Water como Marcus Hamilton - Hugh Grant – Florence Foster Jenkins como Clair Bayfield - Aaron Taylor-Johnson – Nocturnal Animals como Ray Marcus                      | Melhor Atriz Coadjuvante Viola Davis – Fences como Rose Maxson - Naomie Harris – Moonlight como Paula - Nicole Kidman – Lion como Sue Brierley - Hayley Squires – I, Daniel Blake como Katie Morgan - Michelle Williams – Manchester by the Sea como Randi |
| Melhor Roteiro Original Kenneth Lonergan – Manchester by the Sea - Damien Chazelle – La La Land - Barry Jenkins – Moonlight - Paul Laverty – I, Daniel Blake - Taylor Sheridan – Hell or High Water | Melhor Roteiro Adaptado Luke Davies – Lion - Tom Ford – Nocturnal Animals - Eric Heisserer – Arrival - Theodore Melfi e Allison Schroeder – Hidden Figures - Robert Schenkkan e Andrew Knight – Hacksaw Ridge |
| Melhor Cinematografia Linus Sandgren – La La Land - Bradford Young – Arrival - Giles Nuttgens – Hell or High Water - Greig Fraser – Lion - Seamus McGarvey – Nocturnal Animals | Melhor Estreia Britânica Babak Anvari, Emily Leo, Oliver Roskill e Lucan Toh – Zir-e Sayeh (Under the Shadow) - Mike Carey e Camille Gatin – The Girl with All the Gifts - George Amponsah e Dionne Walker – The Hard Stop - Peter Middleton, James Spinney e Jo-Jo Ellison – Notes on Blindness - John Donnelly e Ben A. Williams – The Pass |
| Melhor Filme Britânico I, Daniel Blake - American Honey - Denial - Fantastic Beasts and Where to Find Them - Notes on Blindness - Zir-e Sayeh (Under the Shadow) | Melhor Documentário 13th - The Beatles: Eight Days a Week - The Eagle Huntress - Notes on Blindness - Weiner |
| Melhor Trilha Sonora La La Land – Justin Hurwitz - Arrival – Jóhann Jóhannsson - Jackie – Mica Levi - Lion – Dustin O'Halloran e Hauschka - Nocturnal Animals – Abel Korzeniowski | Melhor Som Arrival – Claude La Haye, Bernard Gariépy Strobl e Sylvain Bellemare - Deepwater Horizon – Mike Prestwood Smith, Dror Mohar, Wylie Stateman e David Wyman - Fantastic Beasts and Where to Find Them – Niv Adiri, Glenn Freemantle, Simon Hayes, Andy Nelson e Ian Tapp - Hacksaw Ridge – Peter Grace, Robert Mackenzie, Kevin O'Connell e Andy Wright - La La Land – Mildred Iatrou Morgan, Ai-Ling Lee, Steve A. Morrow e Andy Nelson |
| Melhor Design de Produção Fantastic Beasts and Where to Find Them – Stuart Craig e Anna Pinnock - Doctor Strange – Charles Wood, John Bush - Hail, Caesar! – Jess Gonchor e Nancy Haigh - La La Land – David e Sandy Reynolds-Wasco - Nocturnal Animals – Shane Valentino e Meg Everist                 | Melhores Efeitos Visuais The Jungle Book – Robert Legato, Dan Lemmon, Andrew R. Jones e Adam Valdez - Fantastic Beasts and Where to Find Them – Tim Burke, Pablo Grillo, Christian Manz e David Watkins - Arrival – Louis Morin - Doctor Strange – Richard Bluff, Stephane Ceretti, Paul Corbould e Jonathan Fawkner - Rogue One: A Star Wars Story – Neil Corbould, Hal Hickel, Mohen Leo, John Knoll e Nigel Sumner                             |
| Melhor Figurino Jackie – Madeline Fontaine - Allied – Joanna Johnston - Fantastic Beasts and Where to Find Them – Colleen Atwood - Florence Foster Jenkins – Consolata Boyle - La La Land – Mary Zophres                                                                                                | Melhor Maquiagem e Caracterização Florence Foster Jenkins – J. Roy Helland e Daniel Phillips - Doctor Strange – Jeremy Woodhead - Hacksaw Ridge – Shane Thomas - Nocturnal Animals – Donald Mowat e Yolanda Toussieng - Rogue One: A Star Wars Story – Amanda Knight, Neal Scanlan e Lisa Tomblin |
| Melhor Edição Hacksaw Ridge – John Gilbert - Arrival – Joe Walker - La La Land – Tom Cross - Manchester by the Sea – Jennifer Lame - Nocturnal Animals – Joan Sobel | Melhor Filme Estrangeiro Saul fia ( Hungria) - Dheepan ( França) - Julieta ( Espanha) - Mustang ( França) - Toni Erdmann ( Alemanha) |
| Melhor Filme de Animação Kubo and the Two Strings - Finding Dory - Moana - Zootopia | Melhor Curta-Metragem de Animação A Love Story - The Alan Dimension - Tough |
| Melhor Curta-Metragem Home - Consumed - Mouth of Hell - The Party - Standby | Melhor Ator/Atriz em Ascensão Tom Holland - Laia Costa - Lucas Hedges - Ruth Negga - Anya Taylor-Joy |

### Filmes com mais nomeações
| Nomeações | Filme                                   |
| --------- | --------------------------------------- |
| 11        | La La Land                              |
| 9         | Arrival                                 |
| 9         | Nocturnal Animals                       |
| 6         | Manchester by the Sea                   |
| 5         | Fantastic Beasts and Where to Find Them |
| 5         | Hacksaw Ridge                           |
| 5         | I, Daniel Blake                         |
| 5         | Lion                                    |
| 4         | Florence Foster Jenkins                 |
| 4         | Moonlight                               |
| 3         | Hell or High Water                      |
| 3         | Jackie                                  |
| 3         | Doctor Strange                          |
| 3         | Notes on Blindness                      |
| 2         | Zir-e Sayeh (Under the Shadow)          |
| 2         | Rogue One: A Star Wars Story            |